# Revolução de 1930
Revolução de 1930 também conhecida como Revolução Brasileira ou Revolução de Outubro foi um movimento armado, liderado pelos estados de Minas Gerais, Paraíba e Rio Grande do Sul, que culminou com o golpe de Estado que depôs o presidente da República Washington Luís, em 24 de outubro de 1930, e impediu a posse do presidente eleito Júlio Prestes, pondo fim à República Velha.
Com a quebra da Bolsa de Nova Iorque, ocorrida em outubro de 1929, iniciou-se uma crise econômica de escala mundial, esmagando todas as economias com alguma participação nos mercados internacionais, caso do Brasil e suas exportações de café. Em 1929, lideranças da oligarquia paulista romperam a aliança com os mineiros, conhecida como política do café com leite, e indicaram o paulista Júlio Prestes como candidato à presidência da República. Em reação, o presidente de Minas Gerais, Antônio Carlos Ribeiro de Andrada, apoiou a candidatura oposicionista do gaúcho Getúlio Vargas.
Em 1 de março de 1930, foram realizadas as eleições para presidente da República que deram a vitória ao candidato governista, que era o presidente do estado de São Paulo, Júlio Prestes. Porém, ele não tomou posse, em virtude do golpe de estado desencadeado a 3 de outubro de 1930, e foi exilado. Assim, Júlio Prestes passou a ser o único político eleito presidente da República do Brasil pelo voto popular a ser impedido de tomar posse.
Getúlio Vargas assumiu a chefia do "Governo Provisório" em 3 de novembro de 1930, data que marca o fim da República Velha no Brasil.

## Antecedentes

### A sucessão do Presidente Washington Luís

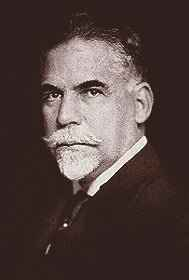
A conturbada sucessão de Washington Luís ocasionou a Revolução de 1930.

Na República Velha (1889 - 1930), as eleições para presidente da República ocorriam em 1 de março e a posse do presidente eleito ocorria em 15 de novembro, de quatro em quatro anos. Como não existiam partidos políticos organizados a nível nacional na República Velha, cabia ao presidente da República a condução de sua sucessão, conciliando os interesses dos partidos políticos de cada estado. A eleição para escolha do sucessor do presidente Washington Luís, que governava desde 1926, estava marcada para 1 de março de 1930. A posse do seu sucessor deveria ocorrer em 15 de novembro de 1930.
Na República Velha vigorava a chamada política do café com leite, em que o Partido Republicano Paulista revezava a presidência com o Partido Republicano Mineiro. Assim, de acordo com esta política do café com leite, Washington Luís deveria indicar para ser seu sucessor, o presidente de Minas Gerais Antônio Carlos, ou o vice-presidente da República, que era o mineiro Fernando de Melo Viana, que já fora presidente de Minas Gerais, ou outro líder político mineiro. O nome do ex-presidente Artur Bernardes foi lembrado, mas não era aceito por muitos, especialmente por Antônio Carlos. O nome de Melo Viana foi vetado por Artur Bernardes e por Antônio Carlos.
Porém, no início de 1929, o presidente da República, Washington Luís, fluminense da cidade de Macaé e radicado em São Paulo desde sua juventude, tendia a apoiar o presidente de São Paulo, Júlio Prestes, que pertencia ao Partido Republicano Paulista, ao qual também pertencia Washington Luís.
Em 29 de março de 1929, o jornal norte-americano The New York Times informava que os cafeicultores de São Paulo dariam um banquete a Júlio Prestes em Ribeirão Preto e o apoiariam para a presidência, e esperavam o apoio dos demais estados produtores de café. O jornal relatava ainda que Minas Gerais estava politicamente dividida.
Antônio Carlos, quebrando o compromisso assumido com Washington Luís de só tratar da questão sucessória a partir de setembro de 1929, envia uma carta a Washington Luís, datada de 20 de julho de 1929, na qual indica Getúlio Vargas como o preferido para candidato à presidência da República para o mandato de 1930 a 1934. Dizia Antônio Carlos na carta: "Com o objetivo sincero de colaborar para uma solução conciliatória e de justiça, julguei acertado orientar-me na direção do nome do doutor Getúlio Vargas, por ser o de um político que se tem destacado no apoio firme e na completa solidariedade à política e à administração de V. Ex.".
O termo "solução conciliatória" significa um candidato não paulista e não mineiro, como havia ocorrido em 1918, com a escolha do paraibano Epitácio Pessoa como candidato à presidência da República. Washington Luís, então, devido ao lançamento da candidatura Getúlio feita por Antônio Carlos, iniciou o processo sucessório consultando os presidentes dos estados (naquela época havia 20 estados no Brasil), e indicou o nome de Júlio Prestes como o seu sucessor, no que foi apoiado pelos presidentes de dezessete estados. Os três estados que negaram apoio a Júlio Prestes foram: Minas Gerais, Rio Grande do Sul e Paraíba.
Até hoje, lê-se na bandeira da Paraíba a palavra NEGO (do verbo "negar"). O telegrama do presidente da Paraíba João Pessoa, conhecido como o "Telegrama do Nego", é datado de 29 de julho de 1929, nove dias após Antônio Carlos lançar Getúlio Vargas candidato à presidência da República. No telegrama, João Pessoa, relatando a decisão tomada pelo Partido Republicano Paraibano, dizia: "Reunido o diretório do partido, sob minha presidência política, resolveu unanimemente não apoiar a candidatura do eminente dr. Júlio Prestes à sucessão presidencial da República".
Era comum, naquela época, as negociações políticas, chamadas démarches, se fazerem, especialmente, através de longas cartas. Washington Luís divulgou pela imprensa várias cartas que recebeu de Getúlio Vargas e de Antônio Carlos para provar que não impusera o nome de Júlio Prestes como candidato à sua sucessão. Antônio Carlos chegou a ser considerado pré-candidato à presidência da República, como mostra uma marchinha da época, de autoria de Freire Júnior, cantada por Francisco de Morais Alves e que se tornou uma profecia:
| “ | Se o mineiro lá de cima se descuidar, Seu Julinho vem, vem mas custa, Muita gente há de chorar! | ” |

Os políticos de Minas Gerais apoiadores da política "carlista" ficaram insatisfeitos com a indicação de Júlio Prestes, pois esperavam que Antônio Carlos, presidente do estado, fosse o indicado por Washington Luís, seguindo a tradição ou, pelo menos, que o presidente indicasse um terceiro nome, no caso, Getúlio Vargas. Os "carlistas" lançaram, então, Getúlio como candidato de oposição à candidatura de Júlio Prestes. Antônio Carlos ficaria conhecido como o "Arquiteto da Revolução de 1930".
Minas Gerais, então, se dividiu: Os políticos ligados ao vice-presidente da República Melo Viana e ao ministro da Justiça Augusto Viana do Castelo, pertencentes à Concentração Conservadora, mantiveram o apoio a Júlio Prestes e fizeram oposição à política "carlista" e ao Partido Republicano Mineiro.
Com a indicação de Júlio Prestes como candidato oficial à presidência da República e o consequente apoio do PRM de Minas Gerais à candidatura de Getúlio Vargas, terminava a política do café com leite, que vigorou na República Velha, quebrando o equilíbrio político nacional criado por Campos Sales na sua chamada Política dos Estados que ficaria conhecida popularmente como "política dos governadores" e jogando o Brasil numa instabilidade política.
O perigo da instabilidade política já chamava, em 1929, a atenção de Monteiro Lobato, na época representante comercial do Brasil nos Estados Unidos. Em 28 de agosto de 1929, em carta a Júlio Prestes, Monteiro Lobato transmite-lhe votos pela "vitória na campanha em perspectiva", afirmando que "sua política na presidência significará o que de mais precisa o Brasil: continuidade administrativa!".
Os três estados dissidentes iniciaram a articulação de uma frente ampla de oposição, chamada de Aliança Liberal, que tinha o objetivo de se opor ao intento do presidente da República e dos dezessete estados de eleger Júlio Prestes. Washington Luís era por natureza um conciliador (por exemplo, assim que assumiu a presidência libertou todos os presos políticos, civis e militares), porém, em outubro de 1929, três meses depois da indicação de Júlio Prestes, ocorreu a queda dos preços do café, em decorrência da crise de 1929. Isto fez com que Washington Luís mantivesse a candidatura de um paulista, Júlio Prestes, oficializada em 12 de outubro, como queriam os cafeicultores de São Paulo, apesar das pressões de Minas Gerais, Paraíba e do Rio Grande do Sul. Por seu lado, Antônio Carlos não aceitou retirar a candidatura Getúlio.
Júlio Prestes se destacara no governo de São Paulo pela defesa do café. Entre outras medidas tomadas reformou o Banespa, para ser um banco de hipotecas dos estoques de café, harmonizando os interesses dos cafeicultores com os dos exportadores de Santos. O café representava 70% das exportações brasileiras. Além disso, havia uma superprodução de café nas fazendas e um grande estoque nas mãos do governo paulista. Pela lógica, Minas Gerais, como segundo maior produtor de café do Brasil, deveria apoiar São Paulo, mas terminou por apoiar o Rio Grande do Sul.

### A Aliança Liberal e o tenentismo

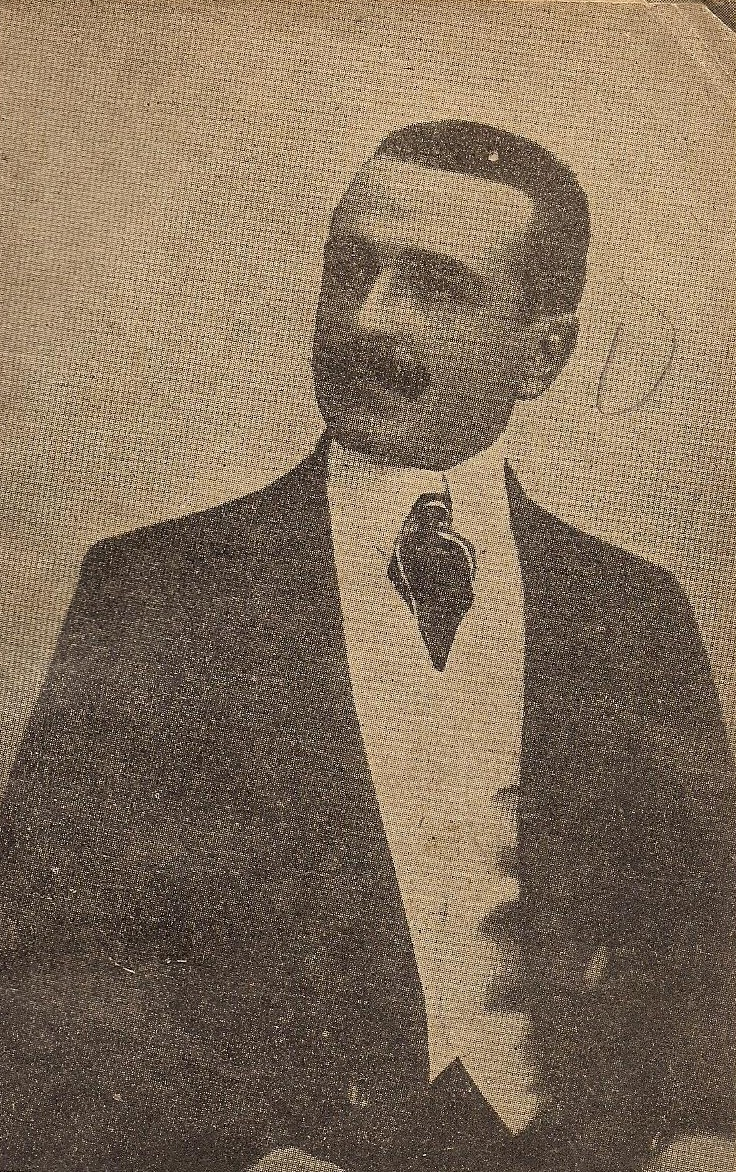
Getúlio aos 27 anos, primeiro ano como deputado estadual gaúcho.

A Aliança Liberal foi criada em agosto de 1929 para fazer oposição à candidatura de Júlio Prestes à presidência da República. Formavam a Aliança Liberal: Minas Gerais, Rio Grande do Sul e Paraíba e partidos políticos de oposição de diversos estados, inclusive do Partido Democrático (1930) de São Paulo.
O Partido Democrático surgiu, em 1926, de uma dissidência do PRP, o partido de Júlio Prestes e Washington Luís. Sendo que um dos líderes do Partido Democrático (Paulo Nogueira Filho) participou do "Congresso Libertador", realizado em Bagé, em 1928. Em contrapartida, em Minas Gerais, a aliança política denominada Concentração Conservadora apoiou Júlio Prestes.
No dia 5 de agosto, os líderes das bancadas mineira e gaúcha na Câmara dos Deputados declaram que não faziam mais parte da maioria parlamentar governista.
A formalização da Aliança Liberal foi feita em 20 de setembro de 1929, numa convenção dos estados e partidos oposicionistas, no Rio de Janeiro, presidida por Antônio Carlos, lançando os candidatos da Aliança Liberal às eleições presidenciais: Getúlio Vargas para presidente da República e João Pessoa, presidente da Paraíba, para a vice-presidência da República. Washington Luís tentou convencer os presidentes gaúcho e mineiro de desistirem dessa iniciativa. Em carta dirigida a Andrada, argumentava que dezessete estados apoiavam a candidatura oficial. Não obteve êxito.
Em 12 de outubro de 1929, realizou-se, no Rio de Janeiro, uma convenção dos 17 estados governistas, que indicou Júlio Prestes como candidato à presidência da República e o presidente da Bahia, Vital Soares, pertencente ao Partido Republicano Baiano, a vice-presidente.
Getúlio Vargas enviou o senador Firmino Paim Filho para dialogar em seu nome com Washington Luís e Júlio Prestes. Em dezembro de 1929, formalizou-se um acordo, no qual Getúlio Vargas comprometia-se a aceitar os resultados das eleições e, em caso de derrota da Aliança Liberal, se comprometia a apoiar Júlio Prestes. Em troca, Washington Luís comprometia-se a não ajudar a oposição gaúcha a Getúlio, a qual praticamente não existia, pois Getúlio unira o Rio Grande do Sul.
Em dezembro de 1929, o ex-presidente Epitácio Pessoa manifestou seu apoio público à Aliança Liberal: "A Aliança Liberal ha de vencer, custe o que custar, porque o povo brasileiro não quer ser escravo, e reivindica suas liberalidades".
No dia 2 de janeiro de 1930, Getúlio Vargas lê, na Esplanada do Castelo, no Rio de Janeiro, a Plataforma da Aliança Liberal, tratando dos principais problemas brasileiros, na qual, destaca as questões sociais: "Não se pode negar a existência da Questão Social no Brasil como um dos problemas que terão de ser encarados com seriedade pelos poderes públicos. O pouco que possuímos em matéria de legislação social não é aplicada ou só o é em parte mínima, esporadicamente, apesar dos compromissos que assumimos a respeito, como signatários do Tratado de Versalhes".
E criticou a política de valorização do café que vinha sendo feita até então: "A valorização do café, com se fazia, teve tríplice efeito negativo: diminuiu o consumo, fez surgir sucedâneos e intensificou a concorrência, que, se era precária antes do plano brasileiro, este a converteu em opulenta fonte de ganho. Foram, com efeito, os produtores estrangeiros e não os nossos, paradoxalmente, os beneficiários da valorização que aqui se pôs em prática".
A Aliança Liberal teve o apoio de intelectuais como José Américo de Almeida, João Neves da Fontoura, Lindolfo Collor, Virgílio Alvim de Melo Franco, Afrânio de Melo Franco, Júlio de Mesquita Filho, Plínio Barreto e Pedro Ernesto, de membros das camadas médias urbanas, na época chamadas de "classes liberais" que se opunham às "classes conservadoras" formada pelas associações comerciais e fazendeiros. No Rio Grande do Sul, o grande articulador da Aliança Liberal foi Osvaldo Aranha.
A Aliança Liberal contou com o apoio, também, da corrente político-militar chamada "Tenentismo". Destacavam-se, entre os tenentes: Cordeiro de Farias, Newton de Andrade Cavalcanti, Eduardo Gomes, Antônio de Siqueira Campos, João Alberto Lins de Barros, Juarez Távora, Luís Carlos Prestes, Bertoldo Klinger, João Cabanas, Newton Estillac Leal, Filinto Müller e os três tenentes conhecidos como os "tenentes de Juarez": Juracy Magalhães, Agildo Barata e Jurandir Bizarria Mamede. E ainda na marinha do Brasil: Ernâni do Amaral Peixoto, Ari Parreiras, Augusto do Amaral Peixoto, Protógenes Pereira Guimarães. E o general reformado Isidoro Dias Lopes, o general honorário do exército brasileiro José Antônio Flores da Cunha e o major da Polícia Militar de São Paulo Miguel Costa. O tenente Cordeiro de Farias, que chegou a marechal, afirmou, em suas memórias, que os tenentes estavam em minoria no exército brasileiro em 1930, mas que mesmo assim fizeram a revolução de 1930.
Os objetivos e os ideais da Aliança Liberal podem ser sintetizados pela frase do presidente de Minas Gerais, Antônio Carlos, que afirmava, ainda em 1929, em um discurso interpretado como um presságio e uma demonstração do instinto de sobrevivência de um político experiente, ao implantar, em Belo Horizonte, pela primeira vez no Brasil, o voto secreto: "Façamos serenamente a revolução, antes que o povo a faça pela violência".

### A eleição de 1 de março de 1930

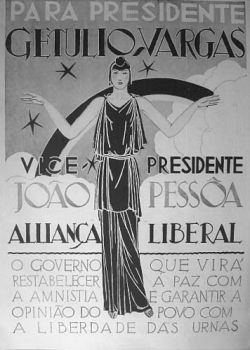
Cartaz de campanha de Getúlio Vargas para Presidente da República na eleição de 1930.

A Aliança Liberal entrou na disputa eleitoral sabendo, de antemão, que seria dificílima a vitória, tendo apoio de apenas 3 estados. Uma marchinha da época mostra a certeza da vitória que tinham os apoiadores de Júlio Prestes:
| “ | Paraibano com gaúcho e com mineiro, Diz o Julinho, É sopa, é sopa, é sopa! | ” |

A campanha eleitoral, no entanto, ocorreu relativamente calma, dentro dos padrões de violência da República Velha. O episódio mais grave da campanha eleitoral foi o "Atentado de Montes Claros", quando, poucos dias antes da eleição de 1 de março, no dia 6 de fevereiro, uma passeata de adeptos de Júlio Prestes (chamados de "prestistas") foi dissolvida a tiros de revólver e de carabina por elementos "aliancistas" daquela cidade. Os tiros partiram da residência do líder "aliancista" João Alves, quando a caravana "prestista" passava em frente à sua residência. O ministro da Justiça Viana do Castelo reportou 5 mortos e 14 feridos. Alguns dos feridos morreram alguns dias depois. Saiu ferido, entre outros, o sr. vice-presidente da República Fernando de Melo Viana, que levou três tiros no pescoço. Seu secretário particular, Dr. Rafael Fleury da Rocha, morreu no local.
Porém, Antônio Carlos, em sua mensagem de governo de 1930 ao Congresso Estadual de Minas Gerais, na qual classificou o "Atentado de Montes Claros" como tendo sido um "morticínio", dá outra versão ao ocorrido, afirmando que "prestistas" e "carlistas" se encontraram frente a frente numa rua da cidade de Montes Claros, iniciando-se, então, um tiroteio. Aconteceram outros três casos, também graves, de ataques entre "aliancistas" e partidários de Júlio Prestes. O primeiro ocorreu em 26 de dezembro de 1929, na Câmara dos Deputados quando, depois de um comício nas escadarias do Palácio Tiradentes, o deputado federal "prestista" Manuel Francisco de Sousa Filho, de Pernambuco, foi assassinado a tiros de revólver no interior da Câmara, pelo deputado "aliancista" Ildefonso Simões Lopes, do Rio Grande do Sul. Na versão dos "aliancistas", o deputado Idelfonso teria agido em legítima defesa. O segundo caso ocorreu em 20 de fevereiro de 1930, em Chapecó, na fronteira entre Santa Catarina, "prestista", e o Rio Grande do Sul, com uma troca de tiros entre as polícias dos dois estados. No dia seguinte, casas de "prestistas" foram alvejadas por tiros em Riacho dos Machados. Dois dias depois, em 23 de fevereiro, em um comício do Partido Democrático, na Vila Guilherme em São Paulo, um delegado de polícia é morto a tiros de revólver.
A eleição para a presidência da República foi realizada no dia 1 de março de 1930, um sábado de carnaval, e foi vencida por Júlio Prestes, (chamado, pela imprensa de "Candidato Nacional") com 1 091 709 votos contra 742 797 dados a Getúlio (Candidato Liberal). Getúlio, no entanto, obteve 100% dos votos do Rio Grande do Sul e um total de 610 000 votos nos três estados "aliancistas". A votação de Getúlio nos 17 estados "prestistas" foi inexpressiva. No antigo Distrito Federal, a cidade do Rio de Janeiro, houve empate. O Rio Grande do Sul acabou sendo o único estado "aliancista" que chegou unido às eleições de 1 de março. Júlio Prestes foi eleito para governar de 1930 a 1934. Sua posse na presidência deveria ocorrer no dia 15 de novembro de 1930. A apuração dos resultados da eleição foi demorada e tensa, se estendendo até maio de 1930.
Em 19 de março é quebrada a unidade da Aliança Liberal, pois, numa surpreendente declaração aos jornais, o líder gaúcho Borges de Medeiros reconhece a vitória de Júlio Prestes, alegando que fraude houve de ambos os lados: "Fraude houve de norte a sul, inclusive aqui mesmo". O termo "aqui mesmo" se refere ao Rio Grande do Sul. Os líderes liberais se apressaram a desautorizar Borges de Medeiros. Sendo que o caso mais grave, durante a apuração dos votos, ocorreu em Belo Horizonte:
Em 3 de abril, no centro daquela cidade, partidários de Antônio Carlos foram dispersados a tiros por "prestistas", havendo vários feridos. O episódio ficou conhecido como o "Atentado da Rua Espírito Santo". Os tiros partiram da residência do líder "prestista" Manuel Tomás de Carvalho Brito, que fora uma das vítimas do "Atentado de Montes Claros". Porém na sua versão apresentada ao governo federal, Carvalho de Brito garante que sua casa é que foi alvejada por "carlistas", no que foi desmentido por Antônio Carlos em sua mensagem de governo de 1930. Durante semanas, o clima ficou tenso em Belo Horizonte, esperando-se um contra ataque dos "carlistas". Tropas federais estacionadas em Ouro Preto seguiram para Belo Horizonte para garantirem a segurança pública.
Em 22 de maio de 1930, o Congresso Nacional proclama eleitos para a presidência e vice-presidência da República, Júlio Prestes e Vital Soares. Em seguida à proclamação final dos resultados, o presidente eleito Júlio Prestes viajou para os Estados Unidos, sendo recebido como presidente eleito pelo presidente dos Estados Unidos Herbert Hoover. Em Washington declara que o Brasil nunca será uma ditadura e se torna o primeiro brasileiro a sair na capa da revista Time. Júlio Prestes só retornou a São Paulo em 6 de agosto, sendo recebido por uma multidão de adeptos, na atual Estação da Luz.
Houve acusações de fraude eleitoral, de ambas as partes, como sempre houve, em todas as eleições brasileiras desde o Império do Brasil. A Aliança Liberal recusou-se a aceitar o resultado das urnas. A Aliança Liberal denunciou que os deputados e senadores, eleitos em 1 de março de 1930, não obtiveram o reconhecimento dos mandatos na Comissão de Verificação de Poderes do Congresso Nacional do Brasil.
Os partidários de Washington Luís e Júlio Prestes se defendiam, dizendo que houve apenas um caso: a Paraíba, onde houve duplicidade de atas eleitorais, o que sempre ocorrera na República Velha. Em Minas Gerais não houve a diplomação dos eleitos. Os prestistas também desconfiavam do grande número de eleitores alistados no Rio Grande do Sul. Suspeitava-se que cidadãos uruguaios tinham sido alistados para votarem no Rio Grande do Sul.

### A Paraíba conflagrada - A República de Princesa
A Aliança Liberal também acusava Washington Luís de estar por trás de uma revolução, liderada por um coronel do sertão, o senhor José Pereira Lima, desafeto de João Pessoa. Revolução esta de caráter estadual, ocorrida na cidade de Princesa Isabel, na Paraíba, iniciada em 15 de março, e que visava derrubar o presidente da Paraíba João Pessoa.
O governo federal recusou-se a decretar a intervenção federal na Paraíba. O episódio ficou conhecido como a "República de Princesa", que só foi dominada pelo governo da Paraíba em agosto de 1930. O combate à "República de Princesa" foi liderado por José Américo de Almeida, e encerrado quando as tropas de José Pereira entregaram suas armas ao Exército Brasileiro em 19 de agosto de 1930. A "República de Princesa" foi a última revolução de âmbito estadual da República Velha.

### A conspiração
A partir da recusa da maioria dos políticos e tenentes da Aliança Liberal de aceitar o resultado das urnas, iniciou-se uma conspiração, com base no Rio Grande do Sul e em Minas Gerais, com a intenção de não permitir que Júlio Prestes assumisse a presidência, o que deveria ocorrer em 15 de novembro. No nordeste do Brasil, o tenente Juarez Távora, que havia fugido da prisão em janeiro de 1930, organizava, na clandestinidade, a revolução.
Osvaldo Aranha comprou dezenas de milhares de armas na Tchecoslováquia, para equipar os apoiadores civis da revolução. A compra foi financiada 50% com dinheiro do Rio Grande do Sul, 37,5% com dinheiro de Minas Gerais e 12,5% com dinheiro da Paraíba. Esta conspiração sofreu um revés em 10 de maio, quando morreu, em acidente aéreo, o tenente Antônio Siqueira Campos. Siqueira Campos era um bom articulador político e fazia o contato com militares estacionados em São Paulo. Com sua morte, praticamente acabou o ímpeto revolucionário entre militares estacionados em São Paulo. Em 29 de maio de 1930, a conspiração sofreu outro revés, com o brado comunista de Luís Carlos Prestes, que deveria ter sido o comandante militar da revolução de 1930, mas titubeou do comando para apoiar o comunismo. O comandante militar secreto da revolução ficou sendo então o tenente-coronel Pedro Aurélio de Góis Monteiro. Em 1 de junho, Getúlio lança um manifesto acusando irregularidades nas eleições de 1 de março, porém não clama por revolução, assim como em sua última mensagem anual, como presidente do Rio Grande do Sul, ao poder legislativo gaúcho.
Em 18 de julho, foi destruído (na época se dizia empastelado) o jornal "prestista" e da Concentração Conservadora Folha da Noite, em Belo Horizonte, por um grupo de "aliancistas" que chamavam Antônio Carlos de covarde, e que pediam abertamente a revolução. Começava, então, a concretizar-se o temor de Antônio Carlos, de que haveria uma revolução violenta que fugiria ao controle dos políticos da Aliança Liberal.

### O assassinato de João Pessoa

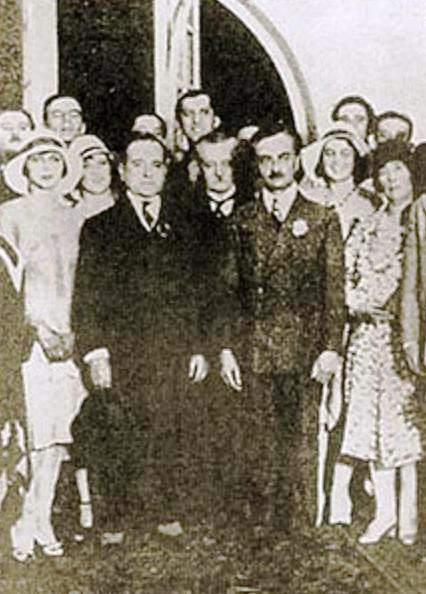
Getúlio Vargas e João Pessoa, candidatos respectivamente a presidente e vice-presidente nas eleições de 1930. João Pessoa foi assassinado no Recife em julho daquele ano.

No dia 26 de julho de 1930, João Pessoa, então presidente da Paraíba, foi assassinado por João Duarte Dantas, no Recife, por questões de ordem pessoal. João Duarte Dantas, cuja família era inimiga política de João Pessoa, tivera o escritório de advocacia saqueado. Havia sido arrombado, no escritório de João Dantas, o cofre onde se encontravam cartas e poemas de amor da escritora Anayde Beiriz, que foram divulgados e considerados escabrosos. Alguns livros de história afirmam que a correspondência foi publicada no jornal oficial do governo estadual, A União. Outros dizem que as cartas apenas circularam de mão em mão. De qualquer forma, tornaram-se públicas. Foi um escândalo.
No dia 26 de julho, quando João Pessoa estava com amigos na Confeitaria Glória, no Recife, João Dantas vingou-se: acompanhado de um cunhado, disparou dois tiros contra o peito do presidente da Paraíba, dizendo: "Sou João Dantas, a quem tanto humilhaste e maltrataste". João Duarte Dantas foi preso e levado para a Casa de Detenção do Recife, onde foi espancado e morto. João Dantas dissera que matara João Pessoa para defender sua honra. Oficialmente, suicidou-se. Anayde foi encontrada morta em 22 de outubro, por envenenamento, na capital pernambucana. Outro suposto suicídio.
Apesar de totalmente desvinculado da eleição de Júlio Prestes, o episódio do assassinato de João Pessoa foi o estopim que deflagrou a mobilização armada dos partidários de Getúlio e da Aliança Liberal. O corpo de João Pessoa foi embarcado em um navio, no Recife, em 31 de julho de 1930, para ser enterrado, em 18 de agosto, no Rio de Janeiro. Tanto no Recife como no Rio de Janeiro houve missas solenes e discursos inflamados, colocando a culpa no governo de Washington Luís pela morte de João Pessoa. No Recife ocorreu um enorme tiroteio. O Largo de São Francisco, em São Paulo, foi palco de um conflito de estudantes no dia 17 de agosto, quando homenageavam João Pessoa; houve tiros, um morto e vinte feridos, com intervenção da polícia e do exército.
O Presidente da República não se defendia das acusações. Washington Luís fora avisado, repetidas vezes pelos seus assessores, de que havia um movimento subversivo em marcha visando derrubá-lo do poder. Washington Luís, porém, não tomou nenhuma medida preventiva para impedir a revolução.

## Revolução

### O problema da sucessão presidencial
Na República Velha (1889-1930), vigorava no Brasil a chamada política do café com leite, em que políticos apoiados por São Paulo e de Minas Gerais se alternavam na presidência da República (mas não eram necessariamente paulistas ou mineiros os seus indicados). Porém, no começo de 1929, o então presidente da República Washington Luís indicou o nome do presidente de São Paulo, Júlio Prestes como seu sucessor, no que foi apoiado por presidentes de dezessete estados. Apenas três estados negaram o apoio a Prestes: Minas Gerais, Rio Grande do Sul e Paraíba. Os políticos de Minas Gerais esperavam que Antônio Carlos, o então presidente do estado, fosse o indicado por Washington Luís, para ser o candidato à presidência.
Assim a política do café com leite chegou ao fim e iniciou-se a articulação de uma frente oposicionista ao intento do presidente e dos dezessete estados de eleger Júlio Prestes. Minas Gerais, Rio Grande do Sul e Paraíba uniram-se a políticos de oposição de diversos estados, inclusive do Partido Democrático de São Paulo, para se oporem à candidatura de Júlio Prestes, formando, em agosto de 1929, a Aliança Liberal.
Em 20 de setembro do mesmo ano, foram lançados os candidatos da Aliança Liberal às eleições presidenciais: Getúlio Vargas como candidato a presidente e João Pessoa, como candidato a vice-presidente. Apoiaram a Aliança Liberal, intelectuais como José Américo de Almeida e Lindolfo Collor, membros das camadas médias urbanas e a corrente político-militar chamada Tenentismo (que organizou, entre outras, a Revolta Paulista de 1924), na qual se destacavam Cordeiro de Farias, Eduardo Gomes, Siqueira Campos, João Alberto Lins de Barros, Juarez Távora e Miguel Costa e Juracy Magalhães e três futuros ditadores (Geisel, Médici e Castelo Branco).
Nesse momento, setembro de 1929, já era percebido em São Paulo que a Aliança Liberal, e uma eventual revolução, colocava-se contra o estado de São Paulo. Tendo o senador estadual de São Paulo Cândido Nanzianzeno Nogueira da Motta denunciando a iminência da revolução, na tribuna do Senado do Congresso Legislativo do Estado de São Paulo, em 24 de setembro de 1929, que:
| “ | A guerra anunciada pela chamada Aliança Liberal não é contra o sr. Júlio Prestes, É contra nosso Estado de São Paulo, e isso não é de hoje. A imperecível inveja contra o nosso deslumbrante progresso que deveria ser motivo de orgulho para todo o Brasil. Em vez de nos agradecerem e apertarem em fraternos amplexos, nos cobrem de injúrias e nos ameaçam com ponta de lanças e patas de cavalo! | ” |

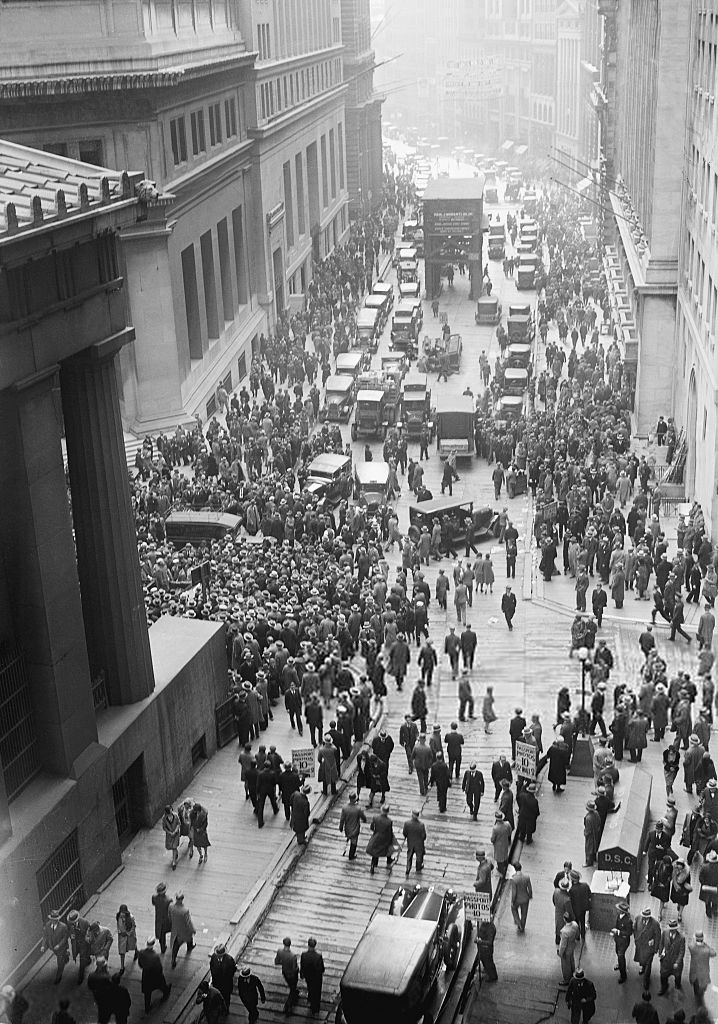
A Crise de 1929 foi uma das causas da Revolução de 1930.

Cândido Mota citou ainda o senador fluminense Irineu Machado que previra a reação de São Paulo:
| “ | A reação contra a candidatura do Dr. Júlio Prestes representa não um gesto contra o presidente do estado, mas uma reação contra São Paulo, que se levantará porque isto significa um gesto de legítima defesa de seus próprios interesses"! | ” |

Essa resposta paulista à revolução de 1930 veio um ano e meio depois, com a Revolução de 1932. Antônio Carlos diz em discurso, ainda em 1929:
| “ | Façamos a revolução pelo voto antes que o povo a faça pela violência | ” |

Esta frase foi vista como a expressão do instinto de sobrevivência de um político experiente e um presságio: Minas Gerais, se aliando ao Rio Grande do Sul e aos tenentes, consegue preservar sua oligarquia. Uma revolução que fosse feita só pelos tenentes teria derrubado também o PRM (Partido Republicano Mineiro) do poder em Minas Gerais e o PRR do poder no Rio Grande do Sul.

### 3 de outubro de 1930
Em 7 de setembro de 1930, o movimento revolucionário tem um novo impulso. Neste dia, Antônio Carlos passa o governo de Minas Gerais a Olegário Maciel, sendo que este era muito mais decidido a fazer uma revolução do que Antônio Carlos. O Presidente Olegário foi o único presidente de estado a continuar no cargo após a revolução de 1930.

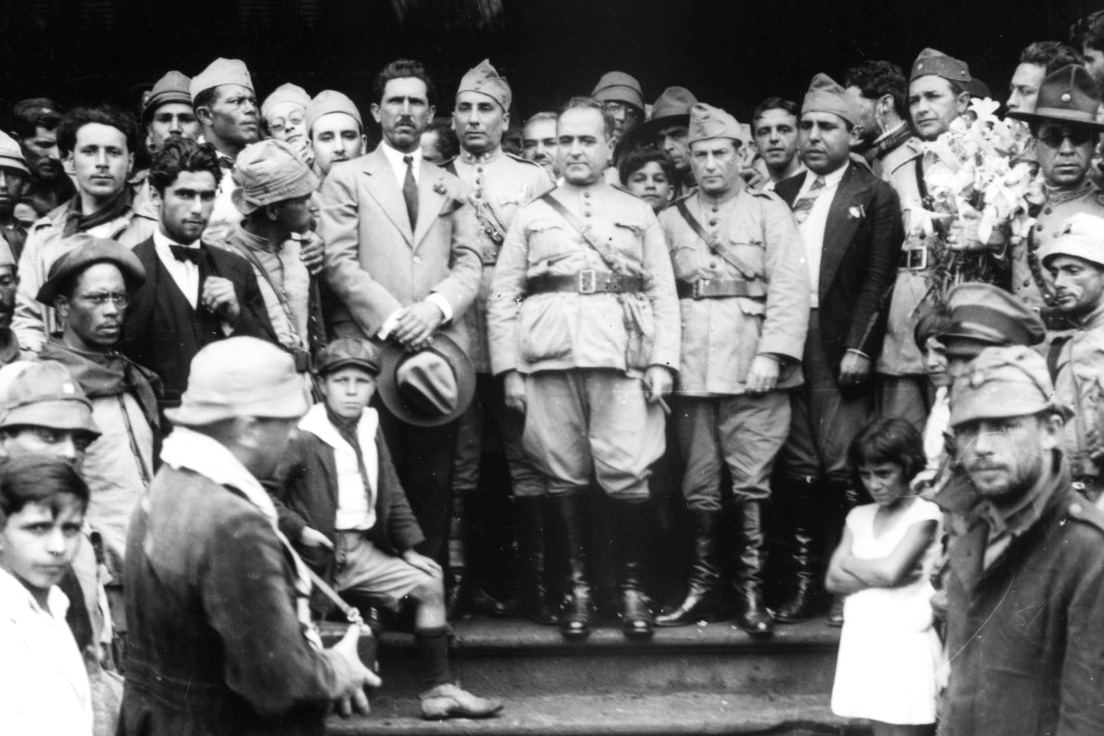
Getúlio Vargas, com outros líderes da Revolução de 1930, em Itararé-SP, logo após a derrubada de Washington Luís.

Sobre o sigilo da conspiração, Getúlio contou à Revista do Globo, edição especial de agosto de 1950, que sua filha Alzira só soube da revolução 2 dias antes dela ter início e afirmou: "Em 1930, preparando a Revolução, fui obrigado a fazer um jogo duplo: de dia mantinha a ordem para o governo federal e à noite introduzia os conspiradores no Palácio (Piratini)". Em 25 de setembro de 1930, foi determinado, pelo comando revolucionário, que a revolução começaria em 3 de outubro, as 17h00 horas. O início da revolução já havia sido adiado várias vezes, devido às hesitações e indecisões dos revolucionários.
Desta vez não houve adiamentos. Em 3 de outubro de 1930, no período da tarde, em Porto Alegre, iniciou-se a Revolução de 1930, com a tomada do quartel-general da 3ª Região Militar. Ataque este comandado por Osvaldo Aranha e Flores da Cunha. Neste ataque aconteceram as primeiras mortes da revolução de 1930.
Um fato demonstra a importância que Getúlio Vargas dava à Revolução: neste dia 3 de outubro, precisamente, ele começou a escrever o diário, o qual encerrou em 1942. No início do diário, Getúlio registra que o comandante da 3ª Região Militar, General Gil Dias de Almeida, pouco antes de ter seu quartel-general atacado, disse a Getúlio que queimaria sua biblioteca se Minas Gerais entrasse em um processo revolucionário. Washington Luís também jamais conseguiu acreditar que Minas Gerais fizesse uma revolução. Na abertura do Diário, meia hora antes do início da revolução, Getúlio refletiu sobre sua responsabilidade na revolução e um eventual fracasso desta:
| “ | Quatro e meia. A hora se aproxima. Examino-me e sinto-me com o espírito tranquilo de quem joga um lance decisivo porque não encontrou outra saída. A minha vida não me interessa e sim a responsabilidade de um ato que decide o destino da coletividade. Mas esta queria a luta, pelo menos nos seus elementos mais sadios, vigorosos e altivos. Não terei depois uma grande decepção? Como se torna revolucionário um governo cuja função é manter a lei e a ordem? E se perdermos? Eu serei depois apontado como o responsável, por despeito, por ambição, quem sabe? Sinto que só o sacrifício da vida poderá resgatar o erro de um fracasso. | ” |

Em caso de fracasso da revolução, Getúlio, como um dos "cabeças" da revolução, pelas leis da época, estava sujeito a pena de até 20 anos de prisão e à pena de banimento. O antigo código penal brasileiro, baixado pelo decreto nº 847, 11 de outubro de 1890, previa: "Artigo 107: Tentar diretamente e por fatos, mudar por meios violentos a Constituição política da República ou a forma de governo estabelecida. Pena: de banimento aos 'cabeças'; e aos corréus a reclusão por 5 a 10 anos". A lei nº 1.062 de 29 de setembro de 1903, aplicava, aos "cabeças", a pena de reclusão de 10 a 20 anos. O crime era inafiançável.

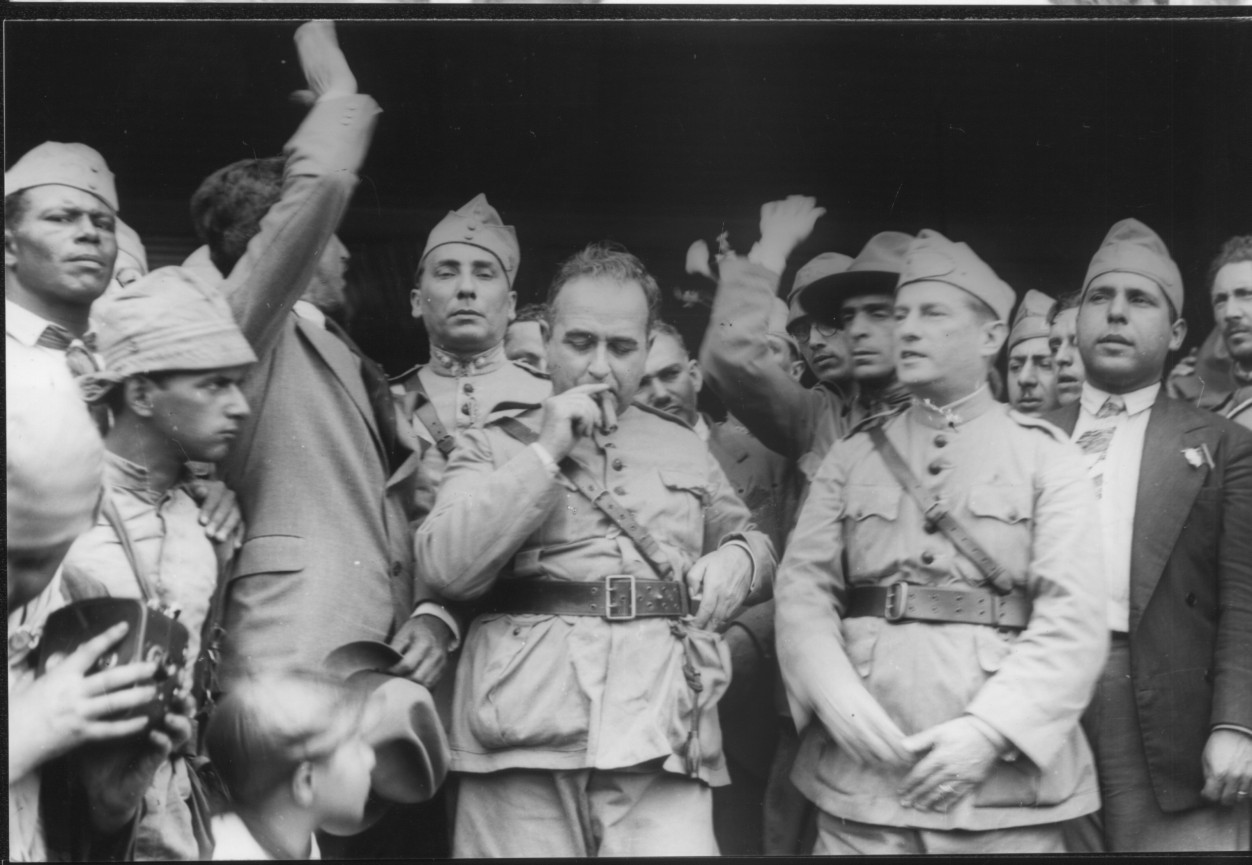
Getúlio Vargas em momento de descontração.

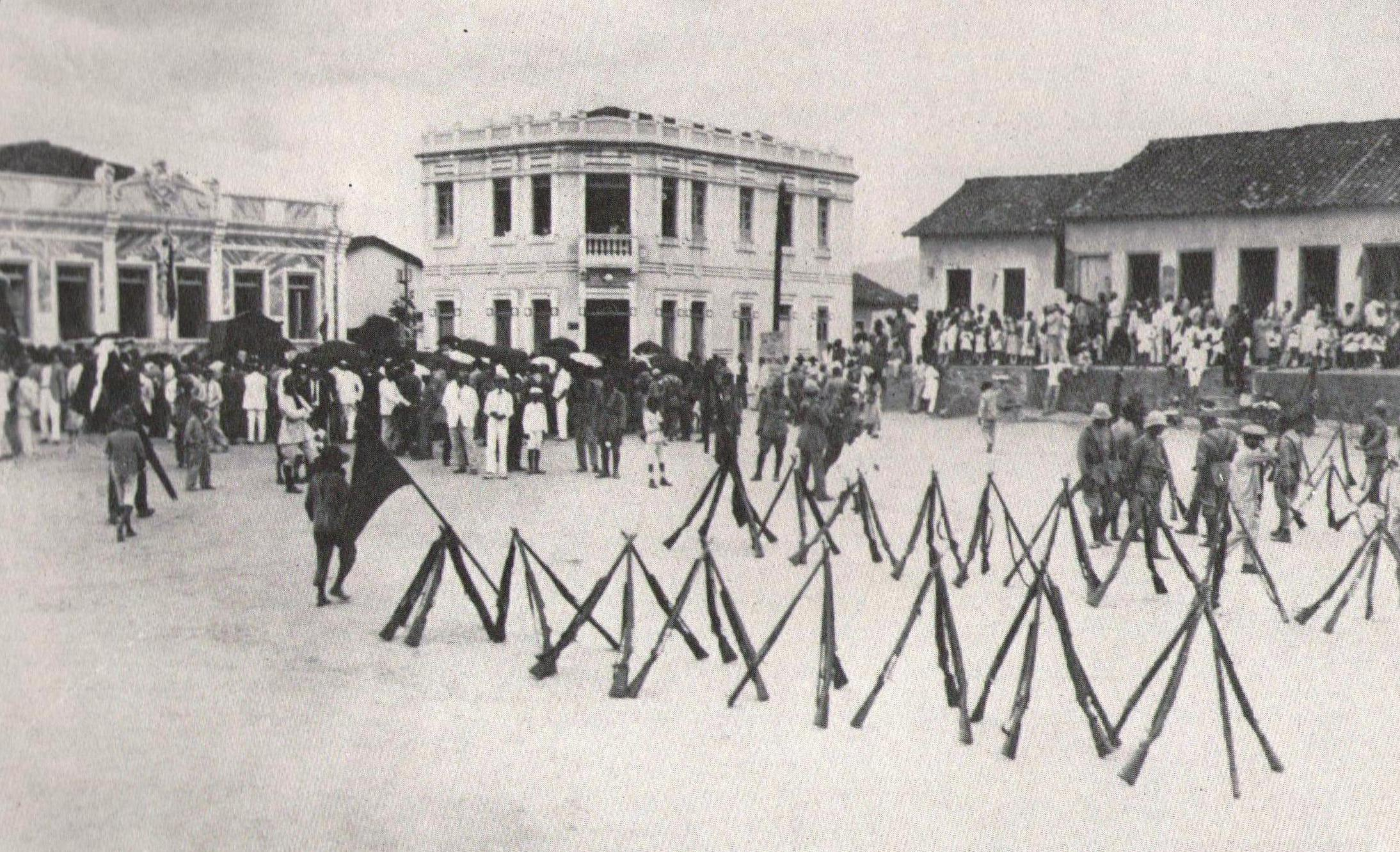
Missa celebrada em Jequié, Bahia, no dia 15 de novembro de 1930, por motivo da vitória da Revolução.

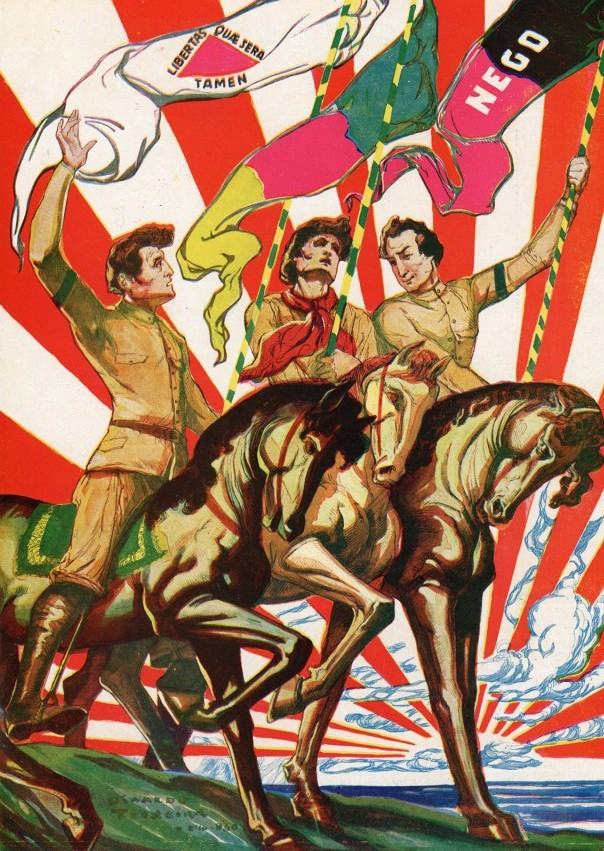
Cavalarianos dos três estados partidários da Revolução de 1930.

No Nordeste do Brasil, devido a um erro de interpretação das ordens dadas pelo comando revolucionário, a revolução só começou na madrugada de 4 de outubro. A revolução se alastrou por todo o país. As tropas gaúchas marcharam rumo a São Paulo, porém sem derrubar o governo catarinense, pois só conseguiram tomar a Ilha de Santa Catarina no dia 16. No dia 6 de outubro, o The New York Times noticiava que 80 mil homens estavam na luta. Em Minas Gerais, inesperadamente, houve resistência, pois o 12º Regimento de Infantaria de Belo Horizonte não aceitou o golpe.
Oito governos estaduais, no nordeste do Brasil, na época chamada de Norte, foram depostos pelos tenentes, sendo que os tenentes enfrentaram, em Pernambuco e na Bahia, resistência notável. Os revolucionários derrubaram o governo de Pernambuco em 8 de outubro, depois de um combate que resultou em 150 mortos.
No dia 10, Getúlio Vargas partiu, por ferrovia, rumo ao Rio de Janeiro, capital federal na época, deixando o governo do Rio Grande do Sul com Osvaldo Aranha e não ao vice-presidente gaúcho João Neves da Fontoura, fato que levou João Neves a renunciar ao seu cargo de vice-presidente gaúcho.
Em meados de outubro, a revolução dominava apenas parte do nordeste do Brasil e parte do Sul do Brasil. Mantinham-se leais ao governo federal, os estados de Santa Catarina, Bahia, São Paulo, Rio de Janeiro e o Distrito Federal (Rio de Janeiro), toda a região norte do Brasil: Amazonas, Pará e o Território do Acre, e todo o Centro Oeste: Goiás e Mato Grosso. O governo de Santa Catarina foi derrubado em 16 de outubro, e os demais citados somente com o fim da revolução. Barbosa Lima Sobrinho narra, em seu livro A Verdade sobre a Revolução de 1930, a ocupação do estado do Espírito Santo pelas tropas mineiras. O governo capixaba foi deposto em 16 de outubro de 1930.
No Nordeste do Brasil, os revolucionários marchavam em direção à Bahia. Pelo sul, os revolucionários, vindos do Rio Grande do Sul, estavam estacionados na região de Itararé, na divisa do Paraná com São Paulo, onde as forças do governo federal e tropas paulistas estavam acampadas para deter o avanço das tropas revolucionárias.
Esperava-se que ocorresse uma grande batalha em Itararé. Getúlio aguardava os acontecimentos, instalado em Curitiba. No Sul de Minas Gerais tropas federais ainda resistiam ao avanço das tropas mineiras rumo ao Rio de Janeiro. Não houve a esperada "Batalha de Itararé", porque, em 24 de outubro, antes que ela ocorresse, os generais Tasso Fragoso e Mena Barreto e o almirante Isaías de Noronha depuseram Washington Luís através de um golpe militar, e formaram uma Junta Militar Provisória. No mesmo dia, Osvaldo Aranha foi enviado ao Rio de Janeiro para negociar a entrega do poder a Getúlio Vargas. A Junta Militar governou o Brasil até passar o governo a Getúlio em 3 de novembro de 1930. Washington Luís foi deposto apenas 22 dias antes do término do mandato presidencial, que se encerraria em 15 de novembro de 1930.
Jornais que apoiavam o governo deposto foram destruídos (na época, se dizia: empastelados), entre eles jornais influentes, como O Paiz, A Noite, Correio Paulistano, órgão oficial do Partido Republicano Paulista, A Plateia, Gazeta de Notícias, A Crítica e a Folha da Manhã, atual Folha de S. Paulo. O edifício-sede de O Paiz foi totalmente incendiado. As polícias do Rio de Janeiro, então capital federal, e de São Paulo se omitiram e nada fizeram para impedir os atos de vandalismo. Na cidade de São Paulo, as bancas do jogo do bicho foram atacadas por serem suspeitas de financiarem o PRP e o governo paulista deposto.
Washington Luís, Júlio Prestes e vários outros próceres políticos da República Velha, como Manuel Tomás Carvalho de Brito, José Maria Belo, Átila Neves, Irineu Machado, Otávio Mangabeira, Melo Viana, Antônio Prado Júnior, entre outros, foram presos e exilados. Washington Luís só retornou ao Brasil em 1947, depois da deposição de Getúlio Vargas, em 1945.
Getúlio, depois de uma passagem por São Paulo, onde ocupou o Palácio dos Campos Elísios, sede do governo paulista deposto, rumou para o Rio de Janeiro. Foi uma cena que os paulistas não esqueceriam: Soldados mineiros e gaúchos, com fuzis nos ombros, montando guarda para Getúlio na sede do governo paulista. Getúlio chegou ao Rio de Janeiro, de trem, em 31 de outubro de 1930. Inteirou-se da situação política no Rio de Janeiro, para só depois assumir o governo.
A derrocada de Washington Luís e Júlio Prestes foi cantada assim, por Alvinho e a Orquestra Copacabana, com a marchinha de Osvaldo Santiago "Bico de Lacre Não Vem Mais": "Quem disse que um dia ele ia lá no Catete se assentar, dê a mão a palmatória. Não vem mais 'Seu Julinho' porque o povo não quis, 'Bico de Lacre' coitadinho, como tu fostes infeliz... 'O Cavanhaque' deu o fora, deixou 'Seu Julinho' na mão, e este assim desempregado há de tomar um bom pimpão". "Bico de Lacre" era apelido de Júlio Prestes dado por José Carlos de Macedo Soares.

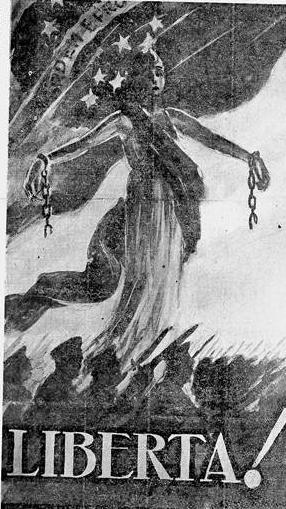
Comemoração pela vitória da revolução de 1930.

## Uma República Nova
Às 15 horas do dia 1 de novembro de 1930, a junta militar passou o poder, no Palácio do Catete, a Getúlio Vargas, encerrando a chamada República Velha, derrubando todas as oligarquias estaduais exceto a mineira e a gaúcha.
Na mesma hora, no Rio de Janeiro, os soldados gaúchos cumpriam a promessa de amarrar os cavalos no obelisco da Avenida Rio Branco, marcando simbolicamente o triunfo da Revolução de 1930.
Getúlio Vargas tornou-se chefe do Governo Provisório com amplos poderes. A constituição de 1891 foi revogada e Getúlio passou a governar por decretos. Getúlio nomeou interventores para todos os Governos Estaduais, com exceção de Minas Gerais. Esses interventores eram na maioria tenentes que participaram da Revolução de 1930.
Por sua vez, o presidente eleito e não empossado Júlio Prestes criticou duramente a Revolução de 1930 quando, em 1931, exilado em Portugal, afirmou:
| “ | O que não compreendem é que uma nação, como o Brasil, após mais de um século de vida constitucional e liberalismo, retrogradasse para uma ditadura sem freios e sem limites como essa que nos degrada e enxovalha perante o mundo civilizado! | ” |

Um dos maiores erros da revolução de 1930 foi entregar os estados à administração de tenentes inexperientes, um dos motivos da revolução de 1932. O despreparo dos tenentes para governar foi denunciado, logo no início de 1932, por um dos principais tenentes, o tenente João Cabanas, que havia participado da revolução de 1924, e que usou como exemplo o tenente João Alberto Lins de Barros que governou São Paulo. João Cabanas, em fevereiro de 1932, no seu livro "Fariseus da Revolução", criticou especialmente o descalabro que foram as administrações dos tenentes nos estados, chamando a atenção para a grave situação paulista pouco antes de eclodir a Revolução de 1932:
| “ | João Alberto serve como exemplo: Se, como militar, merece respeito, como homem público não faz juz ao menor elogio. Colocado, por inexplicáveis manobras e por circunstâncias ainda não esclarecidas, na chefia do mais importante estado do Brasil, revelou-se de uma extraordinária, de uma admirável incompetência, criando, em um só ano de governo, um dos mais trágicos confusionismos de que há memória na vida política do Brasil, dando também origem a um grave impasse econômico (déficit de 100 000 contos), e a mais profunda impopularidade contra a "Revolução de Outubro".. e ter provocado no povo paulista, um estado de alma equívoco e perigoso. Nossa história não registra outro período de fracasso tão completo como o do "Tenentismo inexperiente"! | ” |

## Consequências
Os efeitos da Revolução não demoram a aparecer. Ainda em novembro é criado o Ministério do Trabalho, da Indústria e do Comércio afirmando o caráter trabalhista no planejamento político de Vargas, que governava por decretos. A nova Constituição só é aprovada em 1934, a chamada Constituição de 1934, Getúlio Vargas já tinha marcado a Constituinte de 1933/1934 e também já tinha promulgado uma lei eleitoral inclusive com a previsão do voto para mulheres. A estrutura do Estado brasileiro modifica-se profundamente depois de 1930, se reajustando a novas necessidades econômicas e sociais, as quais o governo julgava imprescindíveis.
Getúlio, três anos e meio depois, decreta uma nova constituição, a Constituição de 1937, que instaurava o Estado Novo, em uma suposta tentativa de travar a radicalização da revolução por meio de comunistas denunciados pelo Plano Cohen.
E assim se posicionou em relação a Constituição de 1934, no 10º aniversário da revolução de 1930, em discurso de 11 de novembro de 1940:
| “ | Uma constitucionalização apressada, fora de tempo, apresentada como panaceia de todos os males, traduziu-se numa organização política feita ao sabor de influências pessoais e partidarismo faccioso, divorciada das realidades existentes. Repetia os erros da Constituição de 1891 e agravava-os com dispositivos de pura invenção jurídica, alguns retrógrados e outros acenando a ideologias exóticas. Os acontecimentos incumbiram-se de atestar-lhe a precoce inadaptação! | ” |

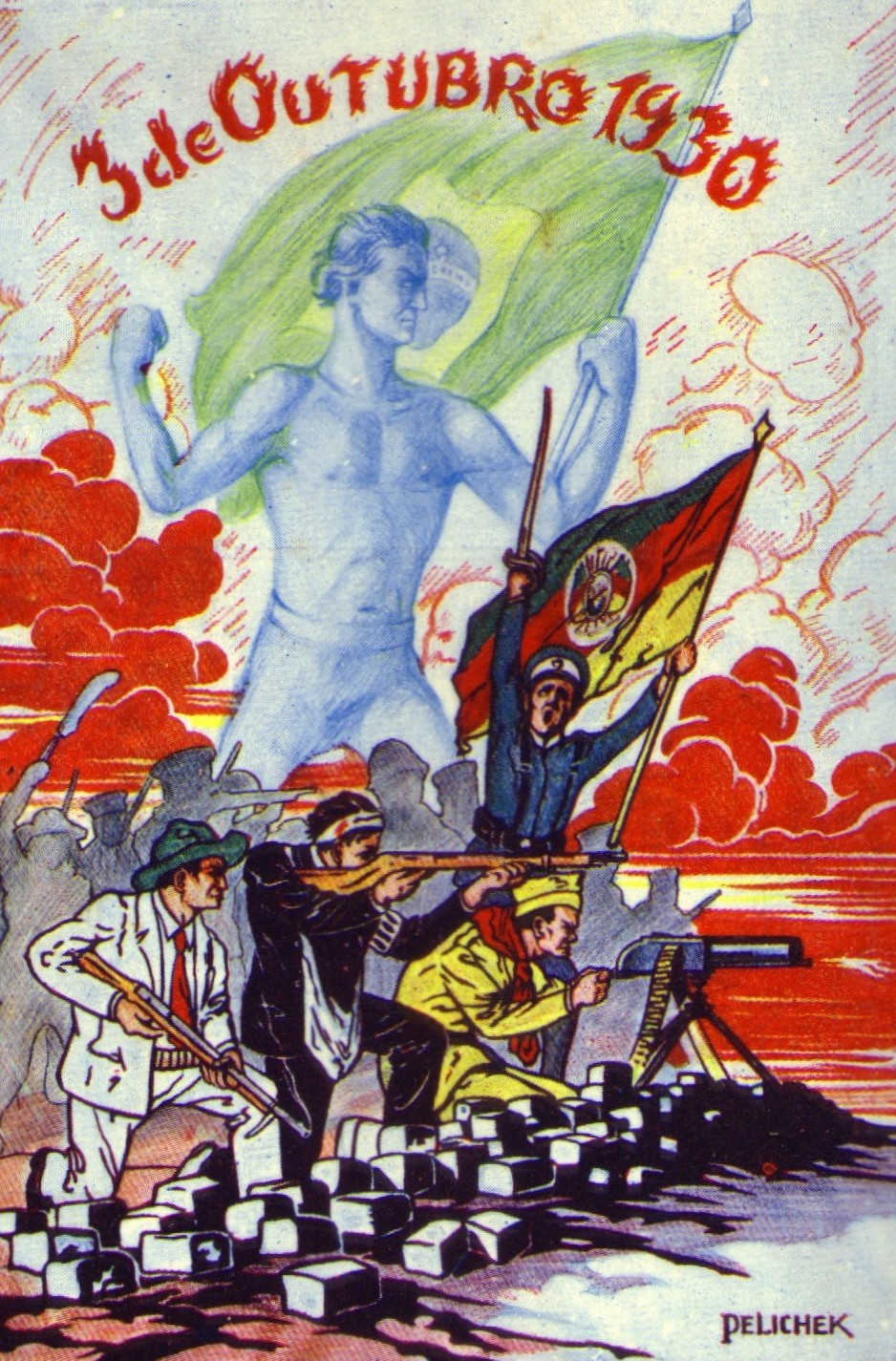
O artista Francis Pelichek interpretou em diversos cartões postais o ambiente e os sentimentos nacionalistas que explodiram no dia 03 de outubro de 1930 com a Revolução que marcou o final da República Velha.

A partir da constituição de 1937, o regime centralizador, por vezes autoritário do getulismo, ou Era Vargas, estimula a expansão das atividades urbanas e desloca o eixo produtivo da agricultura para a indústria, estabelecendo as bases da moderna economia brasileira.
O balanço da revolução de 1930 e de seus 15 anos de governo, por Getúlio, foi feito, no Dia do Trabalho de 1945, em um discurso feito no Rio de Janeiro, no qual disse:
| “ | A qualquer observador de bom senso não escapa a evidência do progresso que alcançamos no curto prazo de 15 anos. Éramos, antes de 1930, um país fraco, dividido, ameaçado na sua unidade, retardado cultural e economicamente, e somos hoje uma nação forte e respeitada, desfrutando de crédito e tratada de igual para igual no concerto das potências mundiais! | ” |

## Legado

### Política
Três ex-ministros de Getúlio Vargas chegaram à Presidência da República: Eurico Dutra, João Goulart e Tancredo Neves. Este último não chegou a assumir o cargo, pois, na véspera da posse, sentiu fortes dores abdominais sequenciais durante uma cerimônia religiosa no Santuário Dom Bosco, recebendo o diagnóstico de diverticulite que o levou à morte em 21 de abril de 1985, em São Paulo.
Três tenentes de 1930 chegaram à presidência da República: Castelo Branco, Médici e Geisel.
O ex-tenente Juarez Távora foi o segundo colocado nas eleições presidenciais de 1955, e o ex-tenente Eduardo Gomes, o segundo colocado, em 1945 e 1950. Ambos foram candidatos pela UDN, o que mostra também a influência dos ex-tenentes na UDN, partido que tinha ainda, entre seus líderes, o ex-tenente Juracy Magalhães, que quase foi candidato em 1960.
Os partidos fundados por Getúlio Vargas, PSD (partido dos ex-interventores no Estado Novo e intervencionista na economia) e o antigo PTB, dominaram a cena política de 1946 até 1964.
PSD, UDN e PTB, os maiores partidos políticos daquele período, eram liderados por mineiros (PSD e UDN) e por gaúchos (o PTB).
Apesar de quinze anos (1930-1945) não serem um período longo em se tratando de carreira política, poucos políticos da República Velha conseguiram retomar suas carreiras políticas depois da queda de Getúlio em 1945. A renovação do quadro político foi quase total, tanto de pessoas quanto da maneira de se fazer política.
Sobre a queda da qualidade da representação política após 1930, Gilberto Amado em seu livro "Presença na Política", explica:
| “ | Na República Velha, as eleições eram falsas, mas a representação era verdadeira… As eleições não prestavam, mas os deputados e senadores eram os melhores que podíamos ter! | ” |

Getúlio foi o primeiro a fazer no Brasil propaganda pessoal em larga escala, com a Voz do Brasil. A aliança elite-proletariado, criada por Getúlio, tornou-se típica no Brasil, como a Aliança PTB-PSD apoiada pelo clandestino PCB.

### Economia
A política trabalhista é alvo de polêmicas até hoje e foi tachada de "paternalista" por intelectuais de esquerda. Esses intelectuais acusavam Getúlio de tentar anular a influência desta esquerda sobre o proletariado, desejando transformar a classe operária num setor sob seu controle, nos moldes da Carta do Trabalho do fascista italiano Benito Mussolini.
Os defensores de Getúlio Vargas contra-argumentam, dizendo que em nenhum outro momento da história do Brasil houve avanços comparáveis nos direitos dos trabalhadores. Os expoentes máximos dessa posição foram João Goulart e Leonel Brizola. Brizola foi considerado como último herdeiro político do "Getulismo", ou da "Era Vargas", na linguagem dos brasilianistas.
A crítica de direita, ou liberal, argumenta que, a longo prazo, estas leis trabalhistas prejudicam os trabalhadores porque aumentam o chamado custo Brasil, onerando muito as empresas e gerando a inflação, que corrói o valor real dos salários.
Segundo esta versão, o custo Brasil faz com que as empresas brasileiras contratem menos trabalhadores, aumentem a informalidade e faz que as empresas estrangeiras se tornem receosas de investir no Brasil. Assim, segundo a crítica liberal, as leis trabalhistas gerariam, além da inflação, mais desemprego e subemprego entre os trabalhadores.
Os liberais afirmam também que intervencionismo estatal na economia iniciado por Getúlio só cresceu com o passar dos anos, com a única exceção de Castelo Branco atingindo seu máximo no governo do ex-tenente de 1930 Ernesto Geisel. Somente a partir do Governo de Fernando Collor se começou a fazer o desmonte do Estado intervencionista. Durante sessenta anos, após 1930, todos os ministros da área econômica do governo federal foram favoráveis a intervenção do Estado na economia, exceto Eugênio Gudin por sete meses em 1954, e a dupla Roberto Campos - Octávio Bulhões, por menos de três anos (1964 -1967).